# Lancillotto Visconti
Lancillotto Visconti (... – 1441) è stato un nobiluomo italiano.

## Biografia
Era figlio naturale, in seguito legittimato, di Bernabò Visconti, signore di Milano e di Donnina Porro. 
Fu conte di Pagazzano e della Gera d'Adda, essendo stato ricompreso nella donazione di Pagazzano fatta dal padre Bernabò alla madre. L'eredità dei figli venne contestata dal successore Gian Galeazzo Visconti, che assegnò Pagazzano alla moglie Caterina. Appoggiò le parti del fratellastro Gianmastino contro Gian Galeazzo duca di Milano e quando nel 1404 Gianmastino ebbe Bergamo in feudo, Lancillotto divenne suo luogotenente. Morto Gianmastino nel 1405, assistette al passaggio di Bergamo al nipote Giancarlo. Assistette alla capitolazione di Monza quando, nel 1413, Francesco Bussone, detto "il Carmagnola", si impossessò della città ai danni della sorellastra di Lancillotto Valentina.

## Discendenza
Ebbe una figlia naturale, Donnina, che sposò Annibale I Bentivoglio, signore di Bologna.

## Ascendenza
|                      |   |                    | Genitori        |  |  | Nonni |  |  | Bisnonni          |  |  | Trisnonni         |  |
|                      |   |                    |                 |  |  |       |  |  | Matteo I Visconti |  |  | Teobaldo Visconti |  |
|                      |   |                    |                 |  |  |       |  |  | Matteo I Visconti |  |  | Teobaldo Visconti |  |
|                      |   | Anastasia Pirovano |                 |  |  |       |  |  | Matteo I Visconti |  |  |                   |  |
| Stefano Visconti     |   |                    |                 |  |  |       |  |  | Matteo I Visconti |  |  |                   |  |
|                      |   | Bonacossa Borri    | Squarcino Borri |  |  |       |  |  |                   |  |  |                   |  |
|                      |   | Bonacossa Borri    | Squarcino Borri |  |  |       |  |  |                   |  |  |                   |  |
|                      |   | Bonacossa Borri    | Antonia         |  |  |       |  |  |                   |  |  |                   |  |
| Bernabò Visconti     |   | Bonacossa Borri    |                 |  |  |       |  |  |                   |  |  |                   |  |
|                      |   | Bernabò Doria      | …               |  |  |       |  |  |                   |  |  |                   |  |
|                      |   | Bernabò Doria      | …               |  |  |       |  |  |                   |  |  |                   |  |
|                      |   | Bernabò Doria      | …               |  |  |       |  |  |                   |  |  |                   |  |
| Valentina Doria      |   | Bernabò Doria      |                 |  |  |       |  |  |                   |  |  |                   |  |
|                      |   | Eliana Fieschi     | …               |  |  |       |  |  |                   |  |  |                   |  |
|                      |   | Eliana Fieschi     | …               |  |  |       |  |  |                   |  |  |                   |  |
|                      |   | Eliana Fieschi     | …               |  |  |       |  |  |                   |  |  |                   |  |
| Lancillotto Visconti |   | Eliana Fieschi     |                 |  |  |       |  |  |                   |  |  |                   |  |
|                      | … | …                  |                 |  |  |       |  |  |                   |  |  |                   |  |
|                      | … | …                  |                 |  |  |       |  |  |                   |  |  |                   |  |
|                      | … | …                  |                 |  |  |       |  |  |                   |  |  |                   |  |
| Leone Porro          | … |                    |                 |  |  |       |  |  |                   |  |  |                   |  |
|                      |   | …                  | …               |  |  |       |  |  |                   |  |  |                   |  |
|                      |   | …                  | …               |  |  |       |  |  |                   |  |  |                   |  |
|                      |   | …                  | …               |  |  |       |  |  |                   |  |  |                   |  |
| Donnina Porro        |   | …                  |                 |  |  |       |  |  |                   |  |  |                   |  |
|                      |   | …                  | …               |  |  |       |  |  |                   |  |  |                   |  |
|                      |   | …                  | …               |  |  |       |  |  |                   |  |  |                   |  |
|                      |   | …                  | …               |  |  |       |  |  |                   |  |  |                   |  |
| …                    |   | …                  |                 |  |  |       |  |  |                   |  |  |                   |  |
|                      |   | …                  | …               |  |  |       |  |  |                   |  |  |                   |  |
|                      |   | …                  | …               |  |  |       |  |  |                   |  |  |                   |  |
|                      |   | …                  | …               |  |  |       |  |  |                   |  |  |                   |  |
|                      |   | …                  |                 |  |  |       |  |  |                   |  |  |                   |  |